# Suleika Ibáñez
Suleika Ibáñez Iglesias (Montevideo, 8 de diciembre de 1930 - Montevideo, 7 de marzo de 2013) fue una escritora, dramaturga, traductora y profesora uruguaya.

## Biografía
Sus padres fueron los poetas Roberto Ibáñez y Sara de Ibáñez, y sus hermanas las escritoras Ulalume González de León y Solveig Ibáñez. Estuvo casada con el artista plástico Vladimiro Collazo y fue madre de la escritora Marcia Collazo. 
Fue profesora de literatura en el departamento de Lavalleja, en Melo, en el Instituto de Profesores Artigas (IPA) y en la Universidad Católica del Uruguay, entre otras instituciones.
Fue premiada en los concursos Givré (Buenos Aires, 1976), de Ediciones de la Banda Oriental (1985) y del diario La Hora (1986). En 1989 la Intendencia de Montevideo le otorgó dos primeros premios en poesía y narrativa. También en ese año compartió con Ricardo Prieto el premio de dramaturgia de la editorial TAE. En 1998 obtuvo el primer premio de la Academia Nacional de Letras de Uruguay con un ensayo sobre Juana de Ibarbourou y una mención de honor de la Biblioteca Nacional por un ensayo sobre César Vallejo. En 2010 recibió el Premio a la Trayectoria Cultural, durante el Congreso Poetas de las Dos Orillas, en Punta del Este, por la editorial Botella al Mar.

## Obras destacadas
- 1975 - Herrera y Reissig, su vida y obra
- 1985 - Feliz Año Nuevo (obra de teatro)
- 1989 - Homenaje a Jean Genet (Nuestra Señora de las Flores)
- 1990 - Retrato de bellos y de bestias
- 1991 - El Jardín de las Delicias
- 1993 - Experiencias con ángeles y demonios
- 1998 - La hija del molinero y otros cuentos de fantasmas
- 2002 - Galia, con quien tanto quería